# Костеневич Костянтин Дмитрович

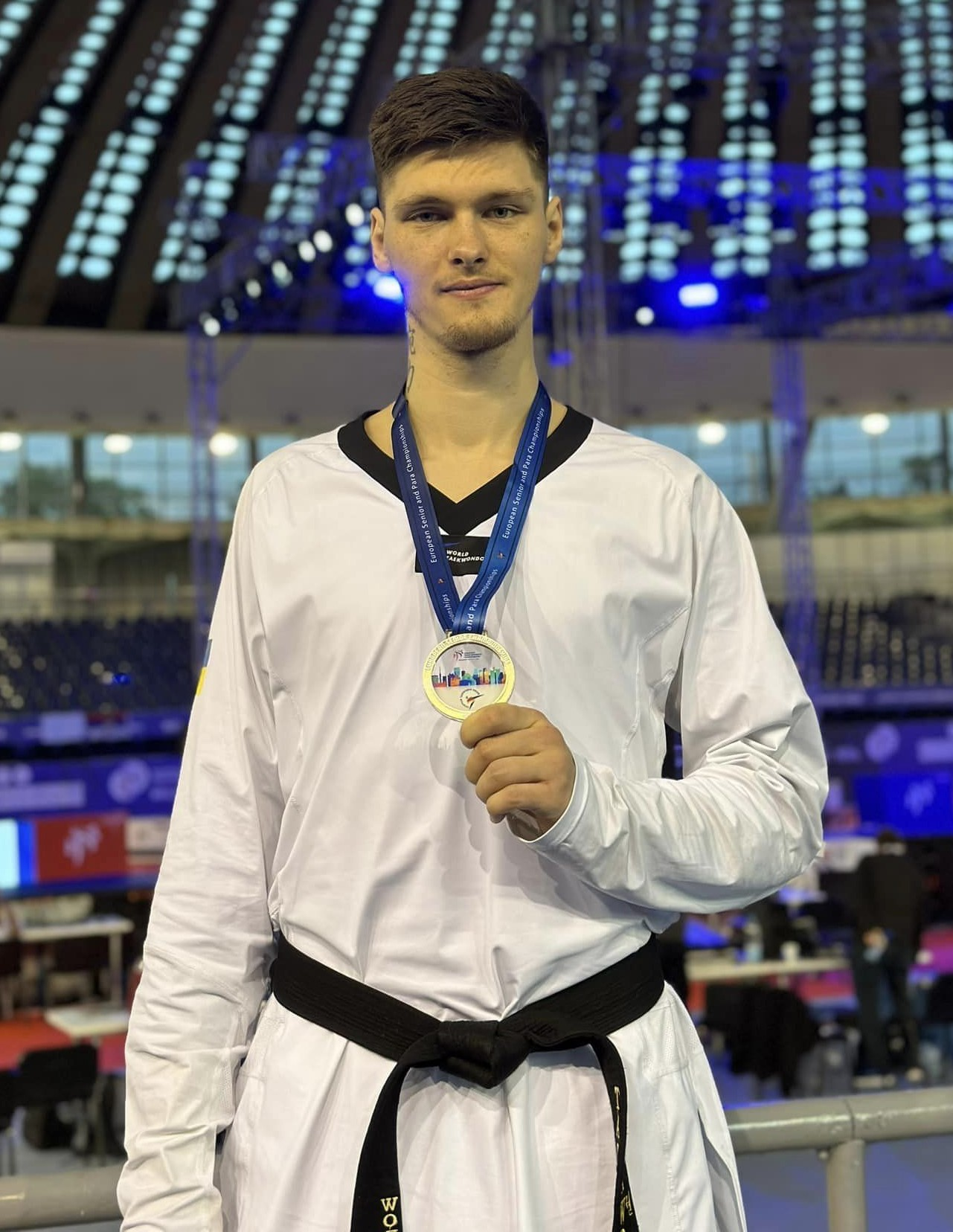

Костеневич Костянтин Дмитрович - український тхеквондист.

## Життєпис
Народився у місті Харків 25го червня 1999 року. МСМК з тхеквондо WT.
З дитинста почав займатися тхеквондо, перші тренери Глущенко Ангеліна Вікторівна та Шевченко Віктор Іванович.
Багаторазовий чемпіон України та призер міжнародних турнірів.
Віце-цемпіон Світу з юніорів  (до 68 кг) Канада 2016р. 
Поточний клуб ШВСМ міста Києва, тренер Нам Олег В'ячеславович.
Учасник Європейських ігор-2023 у ваговій категорії до 80 кг.
Чемпіон Європи серед олімпійских вагових категорій до 80 кг.

Віце-чемпіон Європи у ваговій категорії до 80 кг.

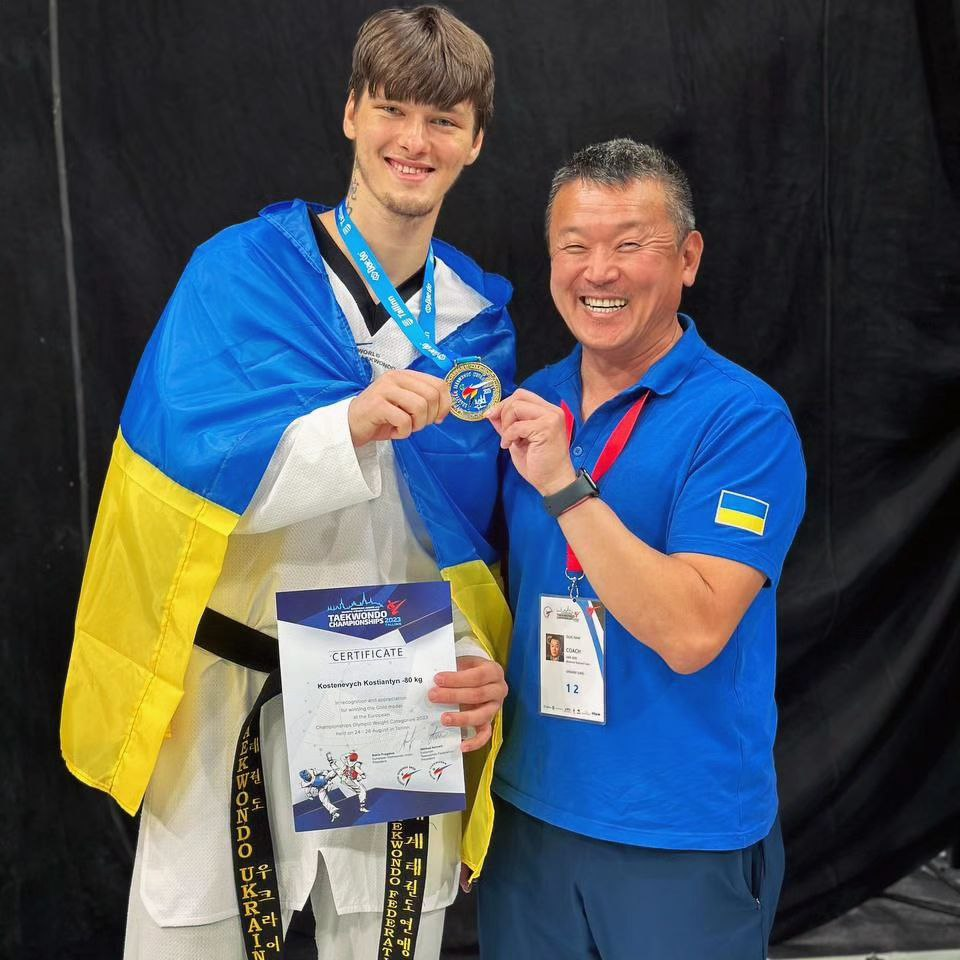
Чемпіонат Європи з Тхеквондо серед олімпійских вагових 2023 1 місце (Таллін, Естонія)